# GAZ–53
A GAZ–53 a Szovjetunióban, a Gorkiji Autógyárban (GAZ) az 1960-as évek elejétől az 1990-es évekig gyártott 3,5 tonnás, 4×2 hajtásképletű tehergépkocsi.

## Története
A tehergépkocsit a GAZ-nál a GAZ–51-est leváltó harmadik generációs tehergépkocsi-család tagjaként fejlesztették ki az 1950-es évek végén, az 1960-as évek elején Alekszej Proszvirin főkonstruktőr vezetésével.
Kezdetben GAZ–53F típusjellel gyártották. 1962-től készült a rövidebb és könnyebb, 2,5 tonnás változata GAZ–52 jelzéssel. A GAZ–52 és a GAZ–53 volt a Szovjetunióban a legnagyobb mennyiségben gyártott és alkalmazott tehergépkocsi, igen elterjedt volt az egykori szocialista tömb országaiban is. A sorozatgyártás 1997-es befejezéséig több mint 4 millió darabot gyártottak belőle. A tehergépkocsi külsőre erősen emlékeztet a nála némileg nagyobb, 5–6 tonnás kategóriába tartozó ZiL–130-hoz, mellyel könnyen összetéveszthető.
Az első, GAZ–53A jelzéssel 1961–1966 között gyártott változatnál a GAZ–51-nél is alkalmazott 56 kW-os, V6 hengerelrendezésű benzinmotort alkalmazták. Az 1964-ben megjelent GAZ–53-nál, illetve az 1965-től gyártott 4 tonnás GAZ–53A-nál már a V8-as hengerelrendezésű, 89 kW (120 LE) teljesítményű ZMZ–53 típusú benzinmotort használták.
1967–1991 között a bulgáriai Sumen városában működő Madara vállalatnál is folyt GAZ–53A és a GAZ–53–12 változatok összeszerelése a Szovjetunióban gyártott alkatrészekből. A járművekbe azonban az 1970-es évek elejétől a várnai Vaszil Kolarov Motorgyár által a brit Perkins cég licence alapján gyártott 80 LE-s dízelmotorokat építették. Az 1980-as évekre a GAZ–53 éves gyártási kapacitása elérte a 3000 darabot.

## Típusváltozatok

### GAZ–52
- GAZ–52F – 3,3 m tengelytávolságú, nyitott platós tehergépkocsi, 2,5 tonnás terhelhetőséggel. Csak kísérleti sorozat készült belőle 1958–1959 között.
- GAZ–52G – 4 tonnáig terhelhető, 3,7 m tengelytávolságú, nyitott platós tehergépkocsi. Csak kísérleti célból készült 1959-ben, sorozatban nem gyártották.
- GAZ–52A – 4 tonna maximális teherbíró képességű, többféle felépítménnyel ellátható, 3,7 m-es tengelytávú tehergépkocsi. 1965–1966 között folyt a sorozatgyártása.
- GAZ–52P – 1959-ben készült 3,3 m tengelytávolságú nyergesvonatató változat, sorozatban nem gyártották.
- GAZ–52Ja – 1959-ben készített 2,5 tonna teherbírású tehergépkocsi, sorozatban nem gyártották.
- GAZ–52–03 – A GAZ–52 egyik alapváltozata, melyet nagy mennyiségben gyártottak. A 3,7 m tengelytávolságú, 2,5 tonna teherbíró képességű, a GAZ–51 75 LE-s motorjával felszerelt platós jármű sorozatgyártása 1966–1975 között folyt.
- GAZ–52–01 – A GAZ–52–03-hoz hasonló, 3,7 m tengelytávolságú, 2,5 tonna teherbíró képességű, speciális felépítmények hordozására kifejlesztett tehergépkocsi, melyet 1966–1975 között gyártották sorozatban.
- GAZ–52–02 – A szaranszki SZAZ-nál gyártott SZAZ–3503 és SZAZ–3504 billenőplatós tehergépkocsik bázisgépjárműve (önjáró alváza), 1966–1989 között folyt a sorozatgyártásuk.
- GAZ–52–04 – a GAZ–52–03-hez hasonló kialakítású, de csökkentett, 3,3 m tengelytávolságú platós tehergépkocsi. 1975–1989 között folyt a sorozatgyártása.
- GAZ–52–05 – A GAZ–52–04-en alapuló tehertaxi változat, melyet 1975 és 1989 között gyártottak sorozatban.
- GAZ–52–06 – 1977-től 1989-ig gyártott 3,3 m tengelytávolságú nyergesvontató változat.
- GAZ–52–07 – A GAZ–52–04 73 LE-s, sűrített földgázzal működő motorral felszerelt változata, mellyel 70 km/h-s legnagyobb sebesség érhető el. 1976–1984 között gyártották. A járműbe a ZMZ–53–11 motor módosított, gázüzemű változatát, a ZMZ–53–18-as motort építették, mely szükség esetén rövid ideig A–76-os benzinnel is képes volt működni. A sűrített gázt egy 190-es össztérfogatú, 170 l hasznos tárolókapacitású tartályban tárolták. A járművet egy 60 l benzint befogadó tartalék üzemanyagtartállyal is felszerelték.

### GAZ–53
- GAZ–53F – Az első sorozatgyártású, nyitott platós és egyéb speciális felépítményekkel készült 3–3,5 tonna teherbírású változat, melyet 1961-től 1967-ig gyártottak. A tehergépkocsinál a GAZ–51 több egységét, így pl. a 82 LE-s motorját és a hátsó hídját is felhasználták.
- GAZ–53 – A GAZ–53F-en alapuló változat, erősebb, 115 LE-s, a Zavolzsjei Motorgyárban gyártott ZMZ–53 típusú, V8 hengerelrendezésű benzinmotorral felszerelt változat, mely 85 km/h-s legnagyobb sebesség elérésére volt alkalmas. 1964-től 1965-ig gyártották mint alapváltozatot.
- GAZ–53A – A GAZ–53 1965–1983 között gyártott modernizált változata, melynek teherbíró képességét 4 tonnára növelték.
- GAZ–53A–016 –  A GAZ–53A 1966–1983 között gyártott katonai változata, melyet növelt kapacitású, 105 l-es üzemanyagtartállyal és kiegészítő motor-előmelegítő berendezéssel szereltek fel.
- GAZ–53B–02 – a szaranszki SZAZ-nál gyártott SZAZ–3503-as billenőplatós járműhöz gyártott önjjáró alváz.
- GAZ–53–05 – Nyergesvontató változat, melyet azonban nem gyártottak sorozatban.
- GAZ–53–40 – A GAZ–53 módosított, felépítmény és vezetőfülke nélkül gyártott változata, melyet a Kurgani Autóbuszgyárnak (KAvZ) szállítottak és az ott készített KAvZ–685 autóbusz alvázaként alkalmaztak. Kisebb mennyiségben a szemjonovi SzemAR autóbuszgyárnak is szállították, ahol speciális felépítményű járművek alvázaként alkalmazták. 1971–1984 között folyt a sorozatgyártása.
- GAZ–53–50 – A GAZ–53A trópusi klímájú országokba gyártott exportváltozata.
- GAZ–53–70 – A GAZ–53A mérsékelt éghajlatú országokba szánt exportváltozata.
- GAZ–53–12 – A GAZ–53 alapmodell modernizált, továbbfejlesztett változata, melyet 1983-tól 1993-ig gyártottak. A járműbe 120 LE-s ZMZ–511 típusú benzinmotort építettek. A teherbíró képességét 4,5 tonnára növelték, szinkronizált sebességváltóval látták el. Maximális sebessége elérte a 90 km/h-t.
- GAZ–53–19 – Sűrített gázt használó, 105 LE-s gázüzemű motorral felszerelt változat, melynek maximális sebessége 80 km/h.
- GAZ–53–27 – Sűrített földgázt használó, 100 LE-s gázüzemű motorral gyártott változat, mely 80 km/h-s legnagyobb sebességet érhetett el.

## Műszaki adatok (GAZ–53–12)

### Méret- és tömegadatok
- Hossz: 6393 mm
- Szélesség: 2280 mm
- Magasság: 2190 mm
- Tengelytávolság: 3700 mm
- Öntömeg: 3200 kg
- Maximális megengedett terhelés: 4500 kg
- Megengedett legnagyobb össztömeg: 7850 kg

### Motor és erőátvitel
- Típusa: ZMZ–511 (gyártó: Zavolzsjei Motorgyár)
- Motor fajtája: V8-as hengerelrendezésű, négyütemű, karburátoros, folyadékhűtéses benzinmotor. Hengerűrtartalom 4254 cm³, furat: 92 mm, löket: 80 mm
- Váltómű: szinkronizált mechanikus sebességváltó, négy előremeneti és egy hátrameneti fokozattal
- Maximális teljesítmény: 120 LE (3200 1/perc fordulatszámon)
- Üzemanyagtartály: 90 l-es

### Menetteljesítmény
- Legnagyobb sebesség: 80 km/h (maximális megengedett terheléssel)
- Átlagos fogyasztás: 28 l/100 km